# Łukasz Stettner
Łukasz Stettner – polski matematyk, profesor nauk matematycznych, profesor zwyczajny Instytutu Matematycznego Polskiej Akademii Nauk, specjalista w zakresie matematyki stosowanej, sterowania stochastycznego i teorii prawdopodobieństwa.

## Życiorys
W 1978 ukończył studia na kierunku matematyka teoretyczna w Uniwersytecie Marii Curie-Skłodowskiej w Lublinie. W 1981 uzyskał stopień doktora w Instytucie Matematycznym PAN, a w 1989 - w tej samej jednostce - stopień doktora habilitowanego. W 2001 prezydent RP nadał mu tytuł naukowy profesora nauk matematycznych.
Został profesorem zwyczajnym w Instytucie Matematycznym PAN. Był także nauczycielem akademickim w Wyższej Szkole Zarządzania i Prawa, w Akademii Finansów (dawniej Wyższa Szkoła Ubezpieczeń i Bankowości) oraz w Akademii Finansów i Biznesu Vistula. Objął funkcję zastępcy dyrektora Instytutu Matematycznego Polskiej Akademii Nauk oraz wicedyrektora Fundacji Rozwoju Matematyki Polskiej.
Laureat Nagrody im. Hugona Steinhausa za rok 2004.

## Członkostwo w gremiach naukowych
- Centralna Komisja do Spraw Stopni i Tytułów
- Polskie Towarzystwo Matematyczne (wiceprezes)
- Komitet Matematyki PAN (sekretarz)
- Komitet Narodowy do spraw Współpracy z Europejską Fundacją Nauki (ESF) PAN[2]